# Thomas Robinson (compositeur)
Pour les articles homonymes, voir Thomas Robinson.
Thomas Robinson (c. 1560—1610 ; fl.  1589–1609) est un compositeur anglais de la Renaissance, également professeur de musique, actif autour de 1600. Il enseigne et écrit de la musique pour luth, cistre, orpharion, bandore, viole de gambe et chant.

## Biographie
Très peu de choses sont connues au sujet de la vie de Thomas Robinson, mais il est possible de tirer des conclusions à partir des avant-propos de ses œuvres. Lui et son père étaient au service de la famille Cecil : le père de Robinson  travaille pour le 1er comte de Salisbury, Robert Cecil et Thomas Robinson est au service du 1er comte d'Exeter, Thomas Cecil, le frère de Robert Cecil. La famille Cecil favorise plusieurs artistes à cette époque, notamment William Byrd et Orlando Gibbons.
Avant 1589, Robinson devient le professeur de musique privé de la princesse Anne (1574-1619) et de la reine Sophie (1557–1631) à Elseneur, au Danemark. La princesse Anne est la fille du roi de Danemark, Frédéric II. On présume que Robinson devait être dans la vingtaine d'années, permettant de situer sa naissance vers 1560.
La cour de Danemark, à l'instar d'autres cours, emploie beaucoup de musiciens reconnus du Danemark et d'autres pays, comme provenant d'Angleterre, de France, d'Allemagne et des Pays-Bas. John Dowland — probablement le plus célèbre luthiste de la Renaissance — a travaillé de 1598 à 1606 en tant que luthiste à la cour de Danemark. Cependant aucun document officiel n'existe mentionnant l'emploi de Thomas Robinson.
En 1603, Robinson publie son premier livre, Medulla Musicke, dont aucun exemplaire n'a survécu. John M. Ward a suggéré que l'ouvrage n'a jamais été publié, bien que Robinson semble être la référence dans les premières pages de son deuxième livre : Right courteous Gentlemen, and gentle Readers, your fauourable acceptance of my first fruits from idlenesse, hath eccited mee further to congratulate your Musicall endeauours (« Mesdames, messieurs et gentils lecteurs, votre acceptation favorable de mes premiers fruits d'oisiveté, m'a encore excité pour féliciter vos efforts musicaux [...] ») (extrait de The Schoole of Musicke, 1603).
Toujours en 1603, Robinson publie son deuxième livre, The Schoole of Musicke, une méthode pour le luth et d'autres instruments, dédiée à James Ier. Remplaçant le livre de John Alford, A Briefe and Easye Instruction de 1574 (lui-même traduction en anglais de Briefve et facile d'instruction pour apprendre la tablature d'Adrian Le Roy) le plus important ouvrage d'apprentissage du luth en Angleterre dès lors. Par rapport à Le Roy, la méthode de Robinson est différente en ce qui concerne la technique de la main droite.
En 1609, Robinson publie son troisième ouvrage, New Citharen Lessons, ouvrage pédagogique pour la cistre, pour les débutants et apprenants avancés. L'essentiel est composé de ses propres compositions, mais il y a aussi des arrangements d'autres partitions de musique, dont certaines toujours populaires comme, par exemple, les pièces de John Dowland My Lord Willoughby's Welcome Home (présent dans The Schoole de Musicke) ou Can she excuse my wrongs? (dans New Citharen Lessons).
Aucune information n'est restée sur sa vie après 1609.

## Œuvre

### Medulla Musicke
Medulla Musicke (The Stationer's Company, Londres, 1603) une méthode de musique maintenant perdue. L'ouvrage est censé avoir inclus 40 canons sur le plain-chant populaire  du Miserere d'après l'arrangement de William Byrd et Alfonso Ferrabosco.

### The Schoole of Musicke
The Schoole of Musicke, (Tho.[mas(?)] Este, Londres, 1603), est une méthode pour luth, bandore, orpharion, viole et le chant.

#### Contenu
1. The Queenes good Night (pour 2 luths)
2. Twenty waies upon the bels (pour 2 luths)
3. Row well you Marriners
4. A Galliard
5. A Galliard
6. A Plaine Song for 2 lutes (pour 2 luths)
7. Grisse his delight
8. Passamezzo Galliard (pour 2 luths)
9. A Fantasie for 2 lutes (pour 2 luths)
10. A Toy for 2 lutes (pour 2 luths)
11. A Galliard
12. Merry Melancholie
13. Robinson's Riddle
14. Goe from my Window
15. A Toy
16. A Gigue
17. An Almaigne
18. An Almaigne
19. A Toy
20. A Toy
21. Robin is to the greenwood gone
22. A Toy
23. The Queenes Gigue
24. Ut re mi fa so la: 9 sundry ways
25. My Lord Willobies Welcome Home
26. Bell Vedere
27. The Spanish Pavin
28. A Gigue
29. A Gigue
30. Walking in a country town
31. Bony sweet boy
32. A Gigue
33. Lantero
34. Three parts in one upon a[n old]ground
35. Sweet Jesu who shall lend me wings
36. A Psalme
37. O Lord of whom I do depend
38. O Lord thou art my righteousness

En outre, The Schoole of Musicke contient huit courtes pièces, dont sept appelées A Psalme dans le chapitre intitulé « Règles pour apprendre à chanter ».

### New Citharen Lessons
New Citharen Lessons, (Londres, 1609), est une méthode de cistre pour débutant et étudiants avancées. Il contient 53 compositions. Les 47 premières destinées à un instrument à quatre chœurs (accordé en mi, ré sol, si) ; les pièces 48 à 53 sont conçues pour un cistre à quatorze chœurs (accordé en mi, ré, sol si-bémol, fa,  ré puis sol fa mi ré ut si bémol la et sol). 

#### Contenu
1. My Lord Treasurer his Paven
2. The Galliard to the Pavin before
3. A Fantasie
4. Wades Welfare
5. Powles Carranta
6. O Cupid looke about thee
7. For two Citherens in the unison (A Jigge for two Citherens)
8. A Ground
9. Pipers Galiard
10. A Psalme
11. Philips Pavin
12. A Galiard
13. A Galiard: Can she excuse my wrongs
14. A Galiard
15. A Psalme
16. Passamezzo Paven
17. Oft I have forsworne her company
18. Galliard to the Quadron Pavin
19. An Almaine
20. A French Toy
21. Excuse me
22. Robinson Idelsbie
23. Shepard shoot home
24. Ioan come kisse me now
25. A Psalme
26. Passamezzo Galiard
27. The new Hunts up
28. Souches March
29. Whetelies wheat-sheafe
30. O Hone
31. An Almaine
32. An Almaine
33. Robinsons modicum
34. An Almaine
35. Farewell deare love
36. Alexander Chezum his Curranta
37. Robarts Request
38. The Quadro Pavin
39. For two Citharens
40. What if a day
41. Ah, alas, thou God of Gods
42. Now Cupid looke about thee
43. Pauuana Passamezzo
44. Mr. North his Novell
45. Fantasia
46. Fantasia 2
47. Fantasia 3
48. Fantasia 4

### Autres
Il existe quelques morceaux et arrangements de Thomas Robinson dans d'autres manuscrits :
- Spanish Pavan (dans Add. MS 3056 (Cozens Lute Book), c. 1595, Cambridge University Library)
- Hay (dans Dd. 9.33, 1600, Cambridge University Library)
- Pipers Galliard Jo Dowland. Tho. Robinson (dans Ms. Dd. 4.23, Cambridge University Library)
- Galliard T. R. (dans Ms. Dd. 4.23, Cambridge University Library)
- [The Hunt's Up] T: R. (dans Ms. Dd. 4.23, Cambridge University Library)